# Elvira Altés Rufias
Elvira Altés Rufias (Barcelona) és una periodista feminista, professora de periodisme i investigadora catalana especialitzada en comunicació i gènere. De 2001 a 2009 va ser directora de la revista Dones de l'Associació de Dones Periodistes de Catalunya, organització de la qual va ser sòcia fundadora i que va presidir de 2001 a 2003.

## Trajectòria
Llicenciada en Antropologia per la Facultat de Geografia i Història de la Universitat de Barcelona (1988 -1993) va treballar durant més de dues dècades com a periodista en diversos mitjans. El 1983 va dirigir i va presentar a Ràdio4 el primer programa de ràdio feminista, Les Dones. També va presentar i va dirigir la sèrie Elles també hi eren, a partir de biografies de pioneres en tots els camps.
En 1992 va ser sòcia fundadora de l'Associació de Dons Periodistes de Catalunya (ADPC), la primera associació de dones periodistes creada a Espanya. Va presidir l'ADPC de 2001 a 2003, succeint en el càrrec a Montserrat Minobis, després d'una dècada en què havia ocupat els càrrecs de vocal, secretària i vicepresidenta de l'associació.
El 1996 va començar a treballar a la Facultat de Comunicació de la Universitat Autònoma de Barcelona, on va impartir docència sobre edició de premsa, periodisme d'nvestigació, periodisme amb perspectiva de gènere" i va fer recerca sobre "Transmissió d'estereotips de gènere en els mitjans de comunicació". Actualment està jubilada.

### Dones, periodisme i gènere
En la seva trajectòria professional destaca el seu treball per fer visible la situació de les dones en el periodisme. És coautora de l'estudi Images of women in the media, publicat per la Unió Europea el 1997. De 2001 a 2009 va dirigir la revista Dones, editada per l'Associació de Dones Periodistes de Catalunya i en 2005 i 2010 va coordinar el seguiment dels mitjans de comunicació a Espanya que es duu a terme cada cinc anys a tot el món en el Projecte Global de Monitoratge dels Mitjans (The Global Media Monitoring Project, GMMP). Ha investigat sobre com es representen les dones i el gènere en els mitjans de comunicació i quina influència se'n deriva en la construcció d'identitats.
De 2010-2014 va integrar l'equip directiu de l'Institut Interuniversitari d'Estudis de Dones i Gènere (iiEDG).
En 2014 va realitzar l'estudi "Un dia a les notícies en clau de gènere. Protagonistes i periodistes en els mitjans de comunicació de les Illes Balears", encarregat per Ajuda en Acció amb recomanacions per avançar en igualtat entre homes i dones en els mitjans de comunicació.
El 2020 va comissariar l'exposició "Dones a les ones" per al Museu d'Història de Catalunya, sobre el paper de les dones a la ràdio, fruit d'una recerca de quatre anys. Susana Tavera, del Departament d'Història i Arqueologia de la Universitat de Barcelona ha dit d'Altés que és qui ha fet "el millor tractament de la distinció entre locutora i periodista radiofònica".

## Estereotips de gènere en la informació
La recerca d'Altés han servit de base per a la denúncia de la representació sexista de les dones en els mitjans de comunicació i la falta de representació femenina. Els estereotips del femení i masculí són models que es reforcen o afebleixen amb l'experiència quotidiana de dones i homes, i els mitjans de comunicació solen reproduir i difondre els estereotips socials sense qüestionar-los prèviament, denuncia Altés. Amb freqüència, a més, s'hi identifica les dones amb el seu nom de pila o com a persones anònimes en les notícies. La seducció, la bellesa i l'atractiu físic són les tres gràcies que s'identifiquen amb el patrimoni femení.
Altés també ha denunciat l'escassa presència femenina en els mitjans que produeixen una "mirada adrocèntrica" i "antiga" de la realitat. Afirma que les dones segueixen lluny de la primera pàgina dels mitjans de comunicació. Representen el 40 per cent en les redaccions però escassegen com a autores i com a protagonistes. Per a Altés, "[e]n el periodisme, no s'acostuma a confiar en el talent de les dones […] En el moll de l'os del periodisme, hi ha moltes coses difícils de canviar i encara no hi ha una mirada neutra".

## Premis i reconeixements
L'any 2001, el grup de què formava part juntament amb M. Eugènia Melús, Jaume Soriano i M. José Cantón, dirigit per Joana Gallego, va rebre el XIII Premi a la Recerca sobre Comunicació de Masses que concedeix el Consell de l’Audiovisual a Catalunya per La premsa per dins. Mecanismes de transmissió d'estereotips en la premsa d'informació general.
L'Associació de Dones Periodistes de Catalunya va concedir-li el Premi Trajectòria 2014.

## Publicacions
- Altés, Elvira; Gallego Ayala, Joana, Bach Arús, Marta; Plujà Calderon, Marta; Puig Mollet, Montserrat El sexo de la noticia. Reflexiones sobre el género en la información y recomendaciones de estilo. (2000) Editorial Icária. Comunicación y nuevas tecnologías Sexualidad y género. ISBN 978-84-7426-506-4
- La prensa diaria por dentro: mecanismos de transmisión de estereotipos de género en la prensa de información general. Joana Gallego (dir.) Elvira Altés, Maria Eugenia Melús, Jaume Soriano, Maria José Cantón. Anàlisi 28, 2002 225-242
- Estudios sobre género y comunicación en La prensa por dentro. Producción informativa y transmisión de estereotipos de género. Coordinación Juana Gallego. Ediciones de La Frontera. Barcelona, 2002
- El estereotipo en Manual de Información en género, López Díez, P. (Ed.). 2004. Madrid: Instituto de la Mujer (MTAS) e IORTV (RTVE)
- Altes, Elvira; Les periodistes en el temps de la República. (2007) Col. Vaixell de paper, Col·legi de Periodistes de Catalunya ISBN 978-84-933434-8-4
- Altés, Elvira; Dones a les Ones. La història de la ràdio a Catalunya en la veu de les dones. 2021. Lleida: Pagès Editors ISBN 978-84-1303-229-0
- Altés, Elvira; Victòria, la irreductible. Victòria Pujolar Amat (2022). Generalitat de Catalunya. ISBN 978-84-1932-652-2